# Абид
Абид (род. ок. 1590г; работал приблизительно между 1615 и 1658 гг) — индийский художник-миниатюрист.

## Биографические сведения
Абид родился и вырос в артистической семье художника Ака Ризы, приехавшего в Индию из сефевидской Персии. Азам мастерства он научился под руководством отца и своего старшего брата Абул Хасана, известного придворного художника императора Джахангира (1605—1628). Никаких иных документальных свидетельств о нём, кроме сообщения об этом родстве, не сохранилось.
Вероятно, свои первые произведения Абид создал в императорской мастерской Джахангира, однако от этого времени не дошло ни одной подписанной им миниатюры. Учёные считают, что при Джахангире он длительное время находился в тени своего отца и знаменитого старшего брата. Атрибуция тех немногих произведений, которые приписывают кисти Абида того периода, основана на стилистическом анализе.
Из тени своих родственников художник выходит только после смерти императора Джахангира. Все подписанные Абидом миниатюры принадлежат ко времени правления императора Шах Джахана (1628—1658) и содержатся в одном манускрипте — «Падишахнаме» («Книга падишаха» 1636—1658гг, Королевская библиотека, Виндзор). Это история правления императора Шах Джахана в трёх томах, каждый из которых охватывал одно десятилетие; в Виндзорской Королевской библиотеке сохранился том, описывающий первое десятилетие правления Шах Джахана, в украшении которого приняли участие многие мастера его китабхане: Бальчанд, Рам Дас, Абид, Паяг, Лальчанд и другие. Абиду принадлежат миниатюры на листах 94v и 192v. Кроме этого обнаружены, по меньшей мере, два листа с его работами, вырванные из манускрипта и проданные коллекционерам отдельно.
В своём творчестве Абид продолжал «персидскую струю» в могольской живописи, придерживаясь того эстетического формализма, который присущ персидской живописной традиции с её технической виртуозностью и изящными композиционными построениями. Художник предпочитал симметричные композиции, которые искусно оживлял сложным взаимодействием фигур, предметов и живописных текстур, создавая изысканный декоративный эффект. Он прекрасно справлялся как с изображением придворных, так и батальных сцен.
Несмотря на то, что сохранилось очень мало его произведений, те, которые есть, создают впечатление, что Абид был едва ли не самым лучшим миниатюристом Шах Джахана. И в батальных и в придворных сценах изображённые им портреты участников столь очевидно индивидуальны и характерны, что исследователям приходится признать его художником, стоящим в мастерстве гораздо выше других миниатюристов своего поколения. Американский исследователь Джон Гай отмечает, что своим искусством Абид прекрасно вписался в эстетические представления Шах Джахана, который увлекался собиранием драгоценных камней и предпочитал живопись, которая была бы похожа на их переливы. Император вряд ли смог бы найти иного художника, который так искусно отвечал бы на его запросы.

## Произведения
Ранняя миниатюра «Джамшид пишет на камне» (1605—1606гг, Смитсониан, Вашингтон), которую приписывают Абиду, создана для «Бустана» поэта Саади. Это популярная в персидской миниатюрной живописи тема о древнем царе, оставившем на камне возле родника назидательную надпись о бренности и суете этого мира. Плоские фигуры, сиренево-розовые камни, золотой фон и симметричная композиция — всё свидетельствует о персидских источниках раннего творчества художника. Миниатюра создана в мастерской императорского двора в Агре, вероятно, это одна из первых, ещё ученических работ художника.
Совсем другую живопись можно видеть в миниатюрах из «Падишахнаме». «Джахангир принимает принца Хуррама» (1635-36гг, Королевская библиотека, Виндзор) представляет собой изображение приёма (дарбар) императором Джахангиром принца Хуррама, который впоследствии под именем Шах Джахан занял могольский трон. Приём состоялся в Аджмере в апреле 1616 года, и будущему императору на тот момент было 24 года. Дарбар проходит на просторной мраморной лоджии, под которой расположились придворные: их портреты строго индивидуальны и наверняка списаны с натуры. В центре композиции исполнен гризайлем портрет суфийского мистика, шейха, поднимающего руками вверх к венценосному семейству земной шар, символизируя, таким образом, их мировое господство.
На другой миниатюре «Гибель Хана Джахана Лоди» (1633г, Королевская библиотека, Виндзор) изображена смерть мятежного эмира, восставшего против власти императора Шах Джахана в 1631 году. Миниатюра создана всего через два года после события. Сцена полна драматизма: победители, императорские воины, отрезают головы своим поверженным противникам, вероятно, чтобы привезти их императору в качестве трофея. В центре миниатюры можно видеть, как это проделывают с самим мятежником — Ханом Джаханом Лоди. Действие происходит на фоне типично красивого персидского пейзажа, в верхней части которого можно видеть чинару, обозначавшую как бы негласное присутствие императора.